# Blue Book (periodico)
Blue Book era una popolare rivista americana del XX secolo, pubblicata per 70 anni dal 1905 al 1975 sotto vari titoli.
È stata una rivista sorella di Redbook.
Lanciato come The Monthly Story Magazine, fu pubblicato con questo titolo dal maggio 1905 all'agosto 1906, con una cambio in The Monthly Story Blue Book Magazine per i numeri da settembre 1906 a aprile 1907.
Nei suoi primi giorni, Blue Book aveva anche un supplemento sugli attori di teatro chiamato Stageland. 
La rivista era destinata ad un pubblico sia maschile sia femminile.
Per i successivi 45 anni (da maggio 1907 al gennaio 1952), fu conosciuto come The Blue Book Magazine, Blue Book Magazine, Blue Book e Blue Book of Fiction and Adventure. 
Il titolo fu abbreviato con il numero di febbraio 1952 al semplice Bluebook che rimase fino al maggio 1956. 
La rivista fu rilanciata con il numero di ottobre 1960 come Bluebook for Men; il titolo divenne di nuovo Bluebook per il periodo finale dal 1967 al 1975.
Nel suo periodo di fioritura negli anni venti, Blue Book fu considerata uno dei "quattro grandi" pulp magazine (i più venduti, remunerativi e acclamati dalla critica) insieme ad Adventure, Argosy e Short Stories.

## Editori e redattori
I primi editori furono Story-Press Corporation e Consolidated Magazines, seguiti nel 1929 dalla McCall Corporation. 
Successivamente H.S. Publications prese le redini nel mese di ottobre 1960, Hanro (Sterling) fu l'editore da agosto 1964 fino a marzo 1966 e poi la QMG Magazine Corporation, a cominciare da aprile 1967.
La successione dei redattori include Karl Edward Harriman, Donald Kennicott (dal 1929 al gennaio 1952), 
Maxwell Hamilton (dal febbraio 1952 fino alla metà degli anni 1950) e Andre Fontaine a metà degli anni 1950, seguito da Frederick A. Birmingham. 
Maxwell Hamilton tornò per il rilancio del 1960, seguito da B. R. Ampolsk nel 1967.